# Гилберт, Элизабет
Эли́забет Ги́лберт (англ. Elizabeth Gilbert; род. 18 июля 1969, Уотербери) — американская писательница.
Автор бестселлера «Есть, молиться, любить» (англ. Eat, Pray, Love). Который с декабря 2010 года продержался 185 недель в «Списке бестселлеров по версии The New York Times». По этому роману снят фильм «Ешь, молись, люби» с Джулией Робертс в главной роли. Одним из продюсеров выступил Брэд Питт.

## Биография
Элизабет Гилберт родилась в Уотербери, штат Коннектикут, в 1969 году. Её отец был инженером-химиком, мать медсестрой. Вместе со своей сестрой, писателем и историком Кэтрин Гилберт-Мердок, Элизабет выросла на небольшой семейной ферме по выращиванию новогодних ёлок в Литчфилде, штат Коннектикут. У них не было телевизора и даже проигрывателя. Семью Гилберт называли отшельниками, ведь родители с детьми жили в месте, где отсутствовали соседи. Следовательно, все они много читали, а Гилберт и её сестра развлекали себя, сочиняя небольшие рассказы и пьесы.
В 1991 году Элизабет получила степень бакалавра по политологии в Университете Нью-Йорка, после чего она работала в качестве повара, официантки, журналистки. О своём опыте в кулинарии она писала короткие рассказы, а также коротко упоминала в своей книге «Последний американский человек» (2002).
В 1993 году журнал Esquire опубликовал рассказ Элизабет Гилберт «Пилигримы» под заголовком «Дебют американского писателя». Она стала первой ранее непубликовавшейся писательницей, дебютировавшей в Esquire со времен Нормана Мейлера.
Это привело к постоянной работе в качестве журналистки в различных национальных журналах, включая SPIN, GQ, The New York Times Magazine, Allure, Real Simple, Travel + Leisure. Как указано в мемуарах «Ешь, молись, люби», Гилберт сделала карьеру в качестве высокооплачиваемого внештатного автора.
Её статья «Муза салона „Гадкий койот“» («The Muse of the Coyote Ugly Saloon»), опубликованная в журнале GQ в 1997 году, — мемуары Гилберт о временах, когда она работала официанткой в первом танцевальном баре «Гадкий койот» в Ист-Виллидж, стала основой для фильма «Бар «Гадкий койот»».
В 1998 году Гилберт также адаптировала свою статью из журнала GQ о биографии современного натуралиста «Юстас Конуэй не похож на человека, которого вы когда-либо встречали», в «Последний американский мужчина». Книга была номинирована на Национальную премию в разделе научно-популярных книг. Статья «Призрак» — биография Hank Williams III, опубликованная в журнале GQ в 2000 году, была включена в сборник «Лучшие статьи американских журналов» 2001 года.
Находится на шестой строчке списка 100 самых влиятельных духовных лидеров современности за 2012 год по версии журнала Watkins' Mind Body Spirit.
В 1994—2002 года Элизабет была замужем за Майклом Купером. С января 2007 года Гилберт замужем за Хосе Нунесом. Именно он стал прототипом героя ее книги Фелипе. В июне 2016 года Гилберт и Нунес расстались. 7 сентября 2016 года Гилберт объявила, что встречается со своей подругой Райа Элиас (англ. Rayya Elias), и что это стало причиной её развода с Хосе Нунесом . Ранее Райе поставили онкологический диагноз, и это помогло Элизабет осознать свои чувства к подруге. Спустя 2 года Райа скончалась, о чём Гилберт написала в своём Instagram. В книге «Город женщин», которая создана в период болезни и смерти Райи, Элизабет написала в разделе «Благодарность»: «И наконец, послание для Райи Элиас. Я знаю, как ты мечтала быть рядом, когда я писала этот роман. И ты была, дорогая. Была со мной каждую минуту. Ты моё сердце. Я всегда буду любить тебя».